# Graphium aurivilliusi
Graphium aurivilliusi је инсект из реда лептира (Lepidoptera) и породице једрилаца (Papilionidae).

## Распрострањење
Ареал врсте је ограничен на једну државу, ДР Конго.

## Угроженост
Подаци о распрострањености ове врсте су недовољни.